# Väne härad
Väne härad var ett härad i nordvästra Västergötland inom nuvarande Vänersborgs kommun och Trollhättans kommun. Häradets areal var 386,78 kvadratkilometer varav 372,28 land. Tingsställe var i början av 1680-talet i Skalltorp i Väne-Åsaka socken för att 1687 flytta till Härestad för att mellan 1702 och 1748 vara i Bastorp i Gärdhems socken. Från 1749 till 1896 var tingsstället beläget vid gästgiveriet i Gärdhem och därefter i Trollhättan.

## Namnet
Namnet är genitivform av det fornnordiska ordet vin med innebörden "ängsmark, betesmark". Viniæhæræd (1200-tal) betydde sålunda ungefär "ängens härad", och syftade på att häradet hade sin samlingsplats på eller vid någon äng. Dess ursprungliga form framträder tydligare, dels i inbyggarbeteckningen vinbo, dels i de ekvivalenta ortnamnen Vinje, Vinja, Vinjo m.fl. som är yppigt förekommande i Norge.

## Socknar
- Vassända-Naglum bildades 1887 uppgick 1945 i Trollhättan och Vänersborgs stad ur
  - Naglum till 1887 (i Trollhättans och Vänersborgs kommuner)
  - Vassända till 1887 (i Vänersborgs kommun)

I Trollhättans kommun:
- Gärdhem
- Norra Björke
- Trollhättan bildades 1860 ombildades 1916 till Trollhättans stad
- Väne-Åsaka

I Vänersborgs kommun:
- Väne-Ryr uppgick 1952 i Vänersborgs stad
- Västra Tunhem (med en mindre del i Trollhättans kommun)

## Geografi
Häradet var beläget runt Göta älvs översta del vid sjön Vänerns utlopp däri. Trakten väster om älven är kuperad och öster om älven finns den bördiga Tunhemsslätten.
Häradet berördes av den vanligast använda vägen från Norge till södra Sverige, vilken gick över älven vid Naglumssund. En annan mycket gammal väg var den så kallade Edsvägen från platsen för nuvarande staden Vänersborg till Lilla Edet och vidare till Bohus.
På medeltiden fanns Ekholms slott (Edsborg) på en ö i Göta älv i Västra Tunhems socken, mitt i nuvarande Trollhättan. Senare sätesgårdar var Rånnums säteri (Västra Tunhem), Nygårds säteri (Västra Tunhem), Forstena säteri (Västra Tunhem), Onsjö herrgård (Naglum), Restads kungsladugård (Naglum), Lunds herrgård (Gärdhem), Kollerö bruk (Väne-Ryr), Munkebo säteri (Väne-Åsaka) samt två olika Velanda: Velanda säteri i Gärdhems socken och Velanda herrgård i Väne-Åsaka socken.
Gästgiverier fanns vid häradets tingsställe och kyrkbyn i Gärdhems socken samt i kyrkbyn i Väne-Åsaka socken.

## Historia
Under medeltiden hade Väne härad tio kyrksocknar. Väster om älven låg Vassända prästgäll med socknarna Vassända, Naglum och Ryr. Öster om älven fanns Tunhems prästgäll med Tunhem, Rånnum, Malöga, Hullsjö, Gärdhem, Åsaka och Björke. Vid medeltidens slut drogs Rånnum och Malöga in och lades till Tunhems socken, medan Hullsjö införlivades med Gärdhem.
Under 1600-talet utbröts från Vassända först Brätte stad och 1644  dess ersättare Vänersborgs stad, som alltså avskildes från häradet i judiciell mening. Trollhättan bröts ut ur Gärdhem 1860, och 1888 slogs Vassända och Naglum ihop till Vassända-Naglum. Trollhättan fick stadsrättigheter samt utvidgades betydligt 1916, och skildes därmed från häradet, även om staden låg kvar under landsrätt. 1945 upphörde Vassända-Naglum och delades upp mellan Trollhättan och Vänersborg.

## Län, fögderier, domsagor, tingslag och tingsrätter
Häradet hörde mellan 1634 och 1998 till Älvsborgs län, därefter till Västra Götalands län. Församlingarna ingår i Skara stift. 
Häradets socknar hörde till följande fögderier:
- 1686–1945 Väne fögderi
- 1946–1990 Vänersborgs fögderi för Västra Tunhems, Vassända-Naglums, och Väne-Ryrs socknar
- 1946–1990 Trollhättans fögderi för Norra Björke, Väne-Åsaka, Gärdhems och Trollhättans socknar

Häradets socknar tillhörde följande domsagor, tingslag och tingsrätter:
- 1680-1895 Väne tingslag i
  - 1680–1695 Flundre, Väne och Bjärke häraders domsaga
  - 1696–1780 Ale, Bjärke, Flundre, Väne och Vättle häraders domsaga
  - 1781–1792 Flundre och Väne häraders domsaga
  - 1793–1848 Ale, Bjärke, Flundre, Väne och Vättle häraders domsaga
  - 1849–1895 Flundre, Väne och Bjärke domsaga
- 1896–1970 Flundre, Väne och Bjärke tingslag i Flundre, Väne och Bjärke domsaga

- 1971–2004 Trollhättans tingsrätt och dess domsaga för delarna i Trollhättans kommun
- 1971– Vänersborgs tingsrätt och dess domsaga, bara från 2004 för delarna i Trollhättans kommun